# Berthes musmaki
Berthes musmaki (Microcebus berthae) är en art i släktet musmakier och världens minsta kända primat. Artepitet hedrar zoologen Berthe Rakotosamimanana från Madagaskar.

## Utseende
Individerna når en kroppslängd (huvud och bål) av 9 till 11 cm och en svanslängd av 12 till 14 cm. Vikten är ungefär 30 g. Pälsen har på ovansidan en rödbrun färg och det finns en mörk strimma som går över hela ryggen. På undersidan är pälsen krämvit eller ljusgrå. Påfallande är djurets stora ögon. Även öronen är ganska stora och tårna är nakna.

## Utbredning och habitat
Arten är bara känd från ett cirka 800 km² stort skogsområde i Kirindy Mitea nationalpark på västra Madagaskar. Skogen där arten bor bildas av lövfällande träd. Regionen är låglänt och kullig upp till 150 meter över havet.

## Ekologi
Arten är aktiv på natten och klättrar skickligt i träd eller annan växtlighet. Under den torra perioden är primaten beroende av de sockerrika avsöndringar från insekter som Flatida coccinea. Under regntiden finns fler födokällor som frukter, naturgummi, insekter och små kräldjur. Vid matbrist faller djuret ibland i dvala (torpor).
Individerna letar ensam efter föda. Hanarnas revir är med cirka 4,9 hektar större än honornas revir (2,5 hektar) men reviren överlappar varandra. På dagen vilar ibland några djur tillsammans gömda i växtligheten. Berthes musmaki parar sig i november (senvåren) och efter ungefär två månaders dräktighet föds ungarna.

## Hot och status
Artens naturliga fiender utgörs av rovdjur (Eupleridae), ugglor, ormar och större lemurer.
Dessutom hotas primaten av skogsavverkning och svedjebruk. Därför listas Berthes musmaki av IUCN som starkt hotad (EN).